# Aleksander Beta
Aleksander Beta (ur. 2 lutego 1991) – polski judoka, zawodnik w wadze do 66 kg. Zawodnik KS Gwardia Łódź. Brązowy medalista mistrzostw Europy w Judo 2016 w Kazaniu (w turnieju drużynowym), zwycięzca zawodów Pucharu Świata w Tallinnie w 2014 i Pucharu Europy w Bratysławie w 2014 roku. Dwukrotny mistrz Polski (2012, 2014) oraz brązowy medalista mistrzostw Polski 2016. 
Deklaruje przynależność do męskiej wspólnoty katolickiej „Wojownicy Maryi”.